# Neostapfia
Neostapfia, monotipski rod trava, dio podtribusa Orcuttiinae. Jedina vrsta je jrednogodišnja vrstaN. colusana, kalifornijski endem iz okruga Colusa, Merced, Solano, i Stanislaus.

## Sinonimi
- Anthochloa colusana (Burtt Davy) Scribn.; U. S. D. A. Div. Agrostol. Bull. 221, f. 517 (1899)
- Davyella colusana (Burtt Davy) Hack.; Oesterr. Bot. Z. 49: 134. May (1899)
- Stapfia colusana Burtt Davy; Erythea 6: 109 (1898)